# Gerichtsbezirk Tüffer
Der Gerichtsbezirk Tüffer (slowenisch: sodni okraj Laško) war ein dem Bezirksgericht Tüffer unterstehender Gerichtsbezirk im Bundesland Steiermark. Er umfasste Teile des politischen Bezirks Cilli (Celje) und wurde 1919 dem Staat Jugoslawien zugeschlagen.

## Geschichte
Der Gerichtsbezirk Tüffer wurde durch eine 1849 beschlossene Kundmachung der Landes-Gerichts-Einführungs-Kommission geschaffen und umfasste ursprünglich die neun Gemeinden Doll, Loka (Laak), Marindorf, Panetsche, St. Christof bei Tüffer, St. Leonhard, St. Ruperti, Trifail und Tüffer. Der Gerichtsbezirk Tüffer bildete im Zuge der Trennung der politischen von der judikativen Verwaltung ab 1868 gemeinsam mit den Gerichtsbezirken Cilli, Gonobitz, Franz, Sankt Marein bei Erlachstein und Oberburg den Bezirk Cilli.
Der Gerichtsbezirk Tüffer wies 1890 eine anwesende Bevölkerung von 24.744 Personen auf, wobei 23.335 Menschen Slowenisch und 1.250 Menschen Deutsch als Umgangssprache angaben. 1910 wurden für den Gerichtsbezirk 30.644 Personen ausgewiesen, von denen 28.764 Slowenisch (93,9 %) und 1.224 Deutsch (4,0 %) sprachen.
Durch die Grenzbestimmungen des am 10. September 1919 abgeschlossenen Vertrages von Saint-Germain wurde der Gerichtsbezirk Tüffer zur Gänze dem Königreich Jugoslawien zugeschlagen.

## Gerichtssprengel
Der Gerichtssprengel Tüffer umfasste im Jahr 1910 kurz vor seiner Auflösung die neun Gemeinden Dol pri Laškem (Doll), Jurklošter (Gairach), Laško (Tüffer), Loka (Laak), Marija Gradec (Maria Graz), Sveti Krištof (Sankt Christof), Sveti Lenart nad Laškim (Sankt Leonhard ob Tüffer), Sveti Rupert (Sankt Ruperti) und Trbovlje (Traifail).